# きみのために僕がいる
きみのために僕がいる（きみのためにぼくがいる）、夜のない一日（よるのないいちにち）は1990年10月21日に発売された崎谷健次郎の通算9枚目のシングル。両A面シングルである。

## 解説
- プロデュースは、崎谷健次郎。
- CDジャケットは両面が表紙となっており文字や図柄に凸面加工が施されている[2]。

1. きみのために僕がいる
  - M＆I住販テレビコマーシャルイメージソングとして起用された。
  - Sound Inn スタジオにて、収録された[3]。
  - 5th.アルバム『ambivalence』にはremixバージョンを収録している。
  - 2nd.ベスト・アルバム『KENJIRO SAKIYA COMPLETE BEST Love Ballads』にはシングルバージョンが採録されている。
  - 3rd.ベスト・アルバム『崎谷健次郎 BEST COLLECTION』にも収録されている。
  - 2nd.インストゥルメンタルアルバム『KENJIRO SAKIYA HAND MADE MUSIC BOX "BRIDAL EDITION" 』にはオルゴールバージョンが収録されている。
2. 夜のない一日
  - 山田洋行ライトヴィジョン制作の映画『マドンナのごとく』の主題歌として起用された。
  - 5th.アルバム『ambivalence』にはremixバージョンを収録している。
  - 4th.ベスト・アルバム『崎谷健次郎 GOLDEN☆BEST』にシングルバージョンを収録している。

## 収録曲
1. きみのために僕がいる
作詞：松井五郎　作曲 / 編曲：崎谷健次郎
2. 夜のない一日
作詞：松井五郎　作曲 / 編曲：崎谷健次郎